# Wayne Moore
Wayne Moore (n. 30 noiembrie 1931, Bridgeport, Connecticut, SUA – d. 20 februarie 2015, Trumbull⁠(d), Connecticut, SUA) a fost un înotător american, medaliat olimpic. A participat la o ediție a Jocurilor Olimpice (1952) în care a câștigat două medalii de aur.